# Eill
Eill (エイル?, Eiru; Tokyo, 17 giugno 1998) è una cantautrice giapponese.

## Biografia
Ha deciso di diventare una cantante in sesta elementare dopo aver visto un'esibizione televisiva del girl group sudcoreano Kara, prendendo lezioni di canto e pianoforte. La sua intenzione iniziale era trasferirsi in Corea del Sud per intraprendere la carriera musicale, motivo per cui si è presentata alle audizioni per la JYP Entertainment, ma quando la madre le ha chiesto di restare in Giappone, ha sostenuto diversi provini nel suo Paese natale. Durante gli anni delle scuole superiori è apparsa nella canzone P house della band giapponese Paellas con il nome di Enne. Ha iniziato a comporre a 15 anni.
Ha esordito nel 2018 con il singolo Makuake, tratto dal mini album omonimo, pubblicato usando lo pseudonimo Eill, un omaggio alla dea vichinga della guarigione. L'anno successivo ha dato alle stampe il suo primo album Spotlight, mentre nel 2021 ha lasciato la scena indipendente firmando un contratto discografico con Pony Canyon: le sue prime opere con la major sono state il singolo Koko ni kikyu shite e l'album del 2022 Palette. Contemporaneamente ha scritto canzoni per altri artisti come i Johnny's West, e ha scritto e cantato la colonna sonora del film d'animazione The Tunnel to Summer, the Exit of Goodbyes.
Il 6 ottobre 2023 ha tenuto il suo primo concerto solista in Corea del Sud, a Seul, seguito dall'uscita del suo primo singolo in coreano Cheat Life in collaborazione con il rapper punchnello. Il 6 marzo 2024 ha formato il quartetto Chianz insieme alla cantautrice Foi e a Chie e Rei Tsukikawa delle YabixYabi per pubblicare il loro primo singolo Gig. Quello stesso mese si è esibita in concerto allo Zepp DiverCity di Tokyo, mentre il 28 aprile ha tenuto il suo secondo show dal vivo in Corea del Sud. Il 7 settembre ha avviato il Blue Rose Tour 2024, cui hanno fatto seguito il singolo Kakumei zenya il 25 settembre e il suo secondo album con Pony Canyon, My Dream Box, il 9 ottobre.

## Discografia

### Album in studio
- 2019 – Spotlight (Space Shower Music, DDCB-12362)
- 2022 – Palette (Pony Canyon, PCCA-06105)
- 2024 – My Dream Box (Pony Canyon)

### Extended play
- 2018 – Makuake (Space Shower Music, XQBZ-1039)
- 2020 – Love/Like/Hate (Space Shower Music, DDCB-12368)

### Singoli
- 2018 – Makuake
- 2018 – Hush
- 2019 – 20
- 2019 – Succubus
- 2019 – One Last Time
- 2020 – Fake Love
- 2020 – Odora senaide
- 2020 – Night D
- 2020 – Katappo
- 2020 – Spotlight
- 2021 – Koko no kikyu shite
- 2021 – Hikari
- 2021 – Hana no youni
- 2021 – Plastic Love/Yume no tsuzuki
- 2021 – 23
- 2022 – Happy Birthday 2 Me
- 2022 – Kiss
- 2022 – Pre-Romance/Finale
- 2023 – We Are
- 2023 – Happy Ending
- 2023 – Wana
- 2023 – Cheat Life (feat. punchnello)
- 2024 – 25
- 2024 – Bae
- 2024 – Kakumei zenya
- 2025 – Eko Eko (con Zico e M-Flo)
- 2025 – Love, lala ～Koi no Yukue～

## Tournée
- 2021 – Eill Live Tour 2021 "Koko de iki wo shite"
- 2022 – Blue Rose Tour 2022
- 2022 – Eill Live Tour 2022
- 2024 – Blue Rose Tour 2024